# 吕璹
吕璹（11世纪—1070年9月23日），字季玉，北宋泉州晋江人。景祐元年（1034年）中进士，习吏事。景祐初年通判宜州，侬智高入寇，转运使发檄文要吕璹发兵会合，有人劝他不去，他不听，率二千人抄侬智高后路，得到很多首级和俘虏，安定了地方。撰写《征蛮录》一卷。历任漳浦令。漳浦县处山林蔽翳间，百姓遭受瘴雾蛇虎之害，吕璹教民焚燎而耕，使其免于这些灾害。任上因开漳圣王陈元光将军父子有功于闽地而史书阙载，作诗《謁威惠廟》：
當年平寇立殊勳，時不旌賢事弗聞。唐史無人修列傳，漳江有廟祀將軍。
亂螢夜雜陰兵火，殺氣朝參古徑雲。靈貺賽祈多回應，居民行客日云云。
建立学校，选择老师，招募民兵以抵御汀州、虔州盗贼。离任后，百姓为他立生祠。
后为开封府司录，嘉祐六年（1061年）十一月讯问宦官史志聪指使卫士伐木一案，官吏多为史志聪回护，吕璹坚持办案，史志聪被贬。
嘉祐年间，知潮州。虞部员外郎朱泌请令虔州增散蚕盐钱。吕璹和知梅州王叔也都论其利害。后又知怀州。
吕璹官终光禄卿。去世时其子吕惠卿官居同判司农事，因丧父而去职。

## 轶闻
- 《能改斋漫录》卷一十八：吕璹年轻时为漳州漳浦令，为政得人心。邑人为立生祠。有百姓被老虎所害，吕璹哀之，在其死处设一陷阱，守其旁说：“害民者速陷此中。”次日，有老虎陷入其中。当时又有老妇之子，在陈将军庙盗其供果，出门就摔到台阶下而死。老妇哭之甚哀，听者恻然。吕璹就作文去庙里讼于神仙，引法律称：盗宗庙酒食，按罪当黥。而将军是人臣，盗食其供果罪不当死。且法律应该赦免愚蠢的人才能显得公平正直。焚烧讼文后，老妇的儿子苏醒了。